# Iymeru

Iymeru szobra (Torino, Museo Egizio)

Iymeru vagy Aymeru ókori egyiptomi vezír volt a XIII. dinasztia idején; Anhu vezír fia.

## Élete
Iymeru apja, Anhu és bátyja, Resszeneb is vezírek voltak. Wolfram Grajetzki szerint a két fivér rövid ideig töltötte be a vezíri pozíciót, mert mindkettejüknek kevés említése maradt fenn. Iymeru talán Hendzser és az őt követő Imiermesa idejében töltötte be a vezíri posztot, és talán utána is. A vezíri hivatalban Noferkaré Iymeru követte.
Iymerut Resszenebbel és Anhuval együtt említi egy sztélé, amely ma a kairói Egyiptomi Múzeumban található (CG 20690). Fennmaradt egy kisméretű granodiorit szobra is, amely ismeretlen lelőhelyről származik, és ma a torinói Museo Egizio gyűjteményében található (katalógusszám: S. 1220), ezen kifejezetten említik, hogy Anhu fia volt. A szobor eredeti feje elveszett, egy másikkal helyettesítették, ami stilisztikailag az újbirodalom végére datálható. A helyettesítésre valószínűleg a 19. században került sor, amikor gyakori volt az ilyesmi.

## Fordítás
- Ez a szócikk részben vagy egészben  az   Iymeru (son of Ankhu) című angol Wikipédia-szócikk ezen változatának fordításán alapul.  Az eredeti cikk szerkesztőit annak laptörténete sorolja fel. Ez a jelzés csupán a megfogalmazás eredetét és a szerzői jogokat jelzi, nem szolgál a cikkben szereplő információk forrásmegjelöléseként.